# Jean-René Genty
Jean-René Genty, né le 9 mai 1952 à Malo-les-Bains, est un membre de la haute fonction publique et historien français contemporain. Ses travaux concernent l'immigration algérienne en France, plus particulièrement dans la région Nord-Pas-de-Calais, qui, à l'époque de son apogée industrielle aux XIXe et XXe siècles, fondée sur le charbon (bassin minier du Nord-Pas-de-Calais), l'industrie textile et la sidérurgie-métallurgie a beaucoup fait appel à la main d'œuvre étrangère à la région ou au pays (Belges, Polonais, Portugais, Italiens, ressortissants des pays du Maghreb...).

## Biographie
Jean-René Genty nait le 9 mai 1952 à Malo-les-Bains, en France, dans une famille d'instituteurs. Ses parents étant nommés à Saint-Pol-sur-Mer, il passe son enfance dans cette ville. Il effectue ses études secondaires au collège Robespierre de la ville puis au lycée Jean-Bart de Dunkerque.
Ses études supérieures ont lieu à l'université de Lille III.
Il suit ensuite le cursus de sciences politiques à l'Institut d'études politiques de Paris.
Il entre dans l'administration scolaire et universitaire et y occupe diverses fonctions dans différentes académies : Lille (rectorat, direction des services départementaux de l'Éducation nationale du Pas-de-Calais), Besançon (direction des services départementaux de l'Éducation nationale du Territoire de Belfort), ainsi que dans les services administratifs d'université. Il mène ainsi de front une double carrière d'administrateur et d'historien.
En 1991, il est agréé en tant qu'auditeur d'une session régionale de l'Institut des hautes études de Défense nationale.
Par le décret du 17 juin 1999, Jean-René Genty accède à la haute fonction publique et aux grands corps de l'État en étant nommé à l'Inspection générale de l'administration de l'Éducation nationale. D'abord inspecteur adjoint, il fait carrière en devenant successivement inspecteur général de seconde classe puis de première classe en 2013.
Par arrêté du 27 avril 2017, il est admis à la retraite pour ancienneté d'âge et de services à compter du 1er octobre 2017.
Jean-René Genty participe également à la vie de la cité : conseiller municipal dans la commune de Râches de 2001 à 2008, puis, pour la mandature 2014-2020, conseiller municipal délégué aux finances, il se présente pour les élections législatives de 2017, en tant que candidat suppléant sur la liste du parti socialiste dans la 17e circonscription du département du Nord, (liste menée par Agnès Dupuis).
À la suite des élections municipales de 2020, Jean-René Genty devient adjoint au maire, délégué aux affaires financières, à la gestion du personnel communal et au suivi et à l'encadrement du chantier d'insertion.

## Œuvres
Jean-René Genty, inspecteur général de l'administration de l'éducation nationale, a participé à la rédaction de différents rapports qui visent à informer le public et à nourrir le débat sur de grands sujets de société. Il est également l'auteur d'un article publié dans la revue de l'organisme, faisant la liaison avec sa démarche d'historien : « Islam et école », dans La revue de l’inspection générale, dossier « École et République », ministère de l’Éducation nationale et de la recherche, 2004.
En tant qu'historien, Jean-René Genty concourt à faire connaitre la situation de l'immigration algérienne en France, et « l'histoire des nationalistes algériens dans l’émigration, nord de la France et Belgique ». La recherche dans le domaine rencontre des difficultés, en particulier au début de ses investigations, en raison des archives publiques encore fermées sur cette période récente. Dans ses travaux, Jean-René Genty étudie et rend compte des différents aspects de l'immigration algérienne dans la région Nord-Pas-de-Calais : démographiques et statistiques (nombre d'immigrés selon les époques, régions d'origine des migrants, bassins d'emploi où ils sont retrouvés, évolution des chiffres...), socio-économiques (secteurs qui recrutent, mode de recrutement, emplois occupés, types de contrats...), sociologiques (mode de vie des immigrés, types d'hébergement, solidarités entre immigrés...), politiques (attitudes des partis politiques et syndicats, attitude des immigrés pendant la guerre d'Algérie dont le phénomène de la « guerre dans la guerre », (affrontement entre membres du Mouvement national algérien, (MNA) et ceux du Front de libération nationale, (FLN)...), etc., (voir ses travaux disponibles en ligne ci-dessous).
Il soutient en 1983 une thèse de troisième cycle La guerre d'Algérie et la population du Nord/Pas-de-Calais (1954-1962), (sous la direction de Marcel Gillet), Université de Lille III, obtient une mention « très bien », et devient docteur de 3e cycle en histoire sociale, économique et financière (doctorat en France). La thèse permet d'établir un premier bilan sur la sensible question de la guerre d'Algérie à l'échelle d'une région.
Ses contributions à la recherche revêtent différentes formes : ouvrages, articles dans des livres collectifs ou revues, participation à des conférences, colloques, journées...

### Ouvrages
- L'immigration algérienne dans le Nord-Pas-de-Calais, 1909-1962, Paris, L'Harmattan, 1999
- Des Algériens dans la région du Nord : de la catastrophe de Courrières à l'indépendance, Paris, L'Harmattan, 2005
- Le mouvement nationaliste algérien dans le Nord, 1947-1957, : Fidaou al Djazaïr, Paris, L'Harmattan, 2008
- Les étrangers dans la région du Nord : repères pour une histoire régionale de l'immigration dans le Nord-Pas-de-Calais, 1850-1970, Paris, L'Harmattan, 2009

### Articles
Jean-René Genty est l'auteur de nombreux articles parus dans des livres ou publications diverses. Peuvent être cités :
- « L’année du Front Républicain : l’opinion publique, l’action gouvernementale et la guerre d’Algérie », dans Guy Mollet, un camarade en république, (B. Ménager, Ph. Ratte, J.L. Thiébault, R. Vandenbusshe, C.M. Wallon-Leducq éditeurs), Presses universitaires de Lille, Lille, 1987, p. 475[14].

- « Repères pour l’histoire du nationalisme dans les communautés algériennes du Nord et du Pas-de-Calais »,dans Revue du Nord, juillet-septembre 1996[15].Hé

- « Mosquées, travail et politique. L’exemple du Nord », dans Les Cahiers de l’Orient, Paris no 71, 2003[16].

- « Les Algériens : une immigration précoce influencée par les événements politiques », dans Tous gueules noires. Histoire de l’immigration dans le bassin minier du Nord/Pas-de-Calais, Centre historique Minier, Lewarde, 2004, 159 pages[17].
- Hédi Saïdi, La Tunisie oubliée... : une immigration face au colonialisme ; [préface de Jean-René Genty] / Lille : Geai bleu éd., 2007[18].

- Lakhdar Belaïd, Mon père, ce terroriste, 2008, Paris, Éd. du Seuil, 247 p. Le livre contient en postface La lutte MNA-FLN dans la région du Nord de Jean-René Genty[19].

- « Un dimanche ordinaire à Douai? La manifestation algérienne du 9 octobre 1955 », dans Revue du Nord, no 414, septembre 2016, p. 145-175[20].

### Contributions diverses
Jean-René Genty a contribué à différentes œuvres, (livres, films) et participe à des animations (tables rondes, conférences, journées...) variées. Parmi ces collaborations peuvent être citées :
- Journée « Arabes, Français : quelle histoire ! », thème de la quatrième édition des Rendez-vous de l’Histoire du monde arabe organisée par l'Institut du monde arabe, (IMA), déclinaison locale par l'antenne de Tourcoing, IMA-Tourcoing, en liaison avec la Maison européenne des sciences de l’homme et de la société, (MESHS), exposé lors d'une des deux tables rondes, 29 mai 2018[21].

- « Les habitants de la Bourgogne partagent leurs souvenirs d'Algérie », participation à une table ronde organisée dans un quartier de Tourcoing par l'IMA-Tourcoing, le 26 juin 2019[22].

- Documentaire de Richard Berthollet, réalisateur, et Jean-René Genty, La guerre des frères, coproduction France 3 Hauts-de-France, D_Vox et Pictanovo, février 2020, 52', sur l'affrontement FLN-MNA dans la région Hauts-de-France [23],[24]..
- Documentaire de Richard Berthollet, réalisateur, et Jean-René Genty, Les veilleurs de l'évangile, des chrétiens dans la guerre d'Algérie, 2022[25],[26]. Le film a été primé lors du festival « Les Bobines du sacré » 2023, organisé par l'Institut Supérieur des Etudes Religieuses et de la Laïcité (ISERL)[27],[28].